# Swainsona brachycarpa
Swainsona brachycarpa är en ärtväxtart som beskrevs av George Bentham. Swainsona brachycarpa ingår i släktet Swainsona och familjen ärtväxter. Inga underarter finns listade i Catalogue of Life.